# Miasta Panamy
Według danych oficjalnych pochodzących z 2010 roku Panama posiadała ponad 40 miast o ludności przekraczającej 2 tys. mieszkańców. Stolica kraju Panamá jako jedyne miasto liczyło ponad 400 tys. mieszkańców; 5 miast z ludnością 100–400 tys.; 4 miasta z ludnością 50–100 tys.; 8 miast z ludnością 25–50 tys. oraz reszta miast poniżej 25 tys. mieszkańców.
W 1990 ludność miejska stanowiła 50,6% ogółu ludności Panamy. W stołecznym zespole miejskim mieszka 1115,8 tys. osób, czyli blisko 40% ludności kraju. W prowincji Panama znajduje się aż 10 z 16 miast Panamy przekraczających 20 tys. mieszkańców. Największe miasta poza aglomeracją stołeczną to David, Santiago de Veraguas i Colón.

## Największe miasta w Panamie
Największe miasta w Panamie według liczebności mieszkańców (stan na 16.05.2010):
| Lp. | Miasto               | Prowincja        | Liczba ludności |
| --- | -------------------- | ---------------- | --------------- |
| 1.  | Panamá               | Panama           | 430 299         |
| 2.  | San Miguelito        | Panama           | 315 019         |
| 3.  | Las Cumbres          | Panama           | 127 440         |
| 4.  | La Chorrera          | Panama Zachodnia | 118 521         |
| 5.  | Tocumen              | Panama           | 113 174         |
| 6.  | Pacora               | Panama           | 103 960         |
| 7.  | Arraiján             | Panama Zachodnia | 96 676          |
| 8.  | David                | Chiriquí         | 81 957          |
| 9.  | Vista Alegre         | Panama           | 55 114          |
| 10. | Santiago de Veraguas | Veraguas         | 51 236          |

## Alfabetyczna lista miast w Panamie
Spis miast Panamy powyżej 2 tys. mieszkańców według danych szacunkowych z 2010 roku:
- Achutupo
- Agua Buena
- Aguadulce
- Ailigandí
- Alanje
- Alcalde Díaz
- Almirante
- Alto de la Estancia
- Alto del Espino
- Ancón
- Antón
- Arraiján
- Aserrío de Gariché
- Atalaya
- Balboa
- Berbá
- Bisira
- Boca de Parita
- Bocas del Toro
- Boquerón
- Boquete
- Bugaba
- Burica
- Bágala
- Caimitillo
- Calobre
- Calzada Larga
- Canoa
- Capellanía
- Capetí
- Capira
- Cartí Sugtupu
- Cativá
- Cañazas
- Celmira
- Cermeño
- Cerro Cama
- Cerro Punta
- Chame
- Changuinola
- Chepo
- Chichica
- Chigoré
- Chiguirí Arriba
- Chilibre
- Chimán
- Chiriquí Grande
- Chitré
- Churuquita Chiquita
- Churuquita Grande
- Cirilo Guainora
- Coetupo
- Colón
- Coloncito
- Cristóbal
- David
- Divalá
- Dolega
- El Caño
- El Copé
- El Cortezo
- El Cristo
- El Espavé
- El Espino de Santa Rosa
- El Giral
- El Porvenir
- El Real de Santa María
- El Rincón
- El Roble
- El Silencio
- El Uvito
- El Valle de la Unión
- Entradero
- Escobal
- Finca Blanco
- Finca Cincuenta y Uno
- Finca Corredor
- Garachiné
- Gariché
- Guabito
- Gualaca
- Guararé
- Guarumal
- Horconcitos
- Icantí
- Ipetí
- Jaqué
- Kanir-Dup
- Kankintú
- Kusapin
- La Concepción
- La Cabima
- La Chorrera
- La Espigadilla
- La Loma
- La Mata
- La Mitra
- La Pintada
- La Palma
- La Raya de Santa María
- La Tiza
- La Villa de Los Santos
- Las Cumbres
- Las Guías Oriente
- Las Lomas
- Las Minas
- Las Tablas
- Llano de Piedra
- Llano Largo
- Llano Marín
- Los Algarrobos
- Los Anastacios
- Los Boquerones
- Los Lotes
- Los Pollos
- Los Pozos
- Lídice
- Macaracas
- Mamitipo
- María Chiquita
- Mata del Nance
- Metetí
- Miguel de la Borda
- Monte Lirio
- Mortí
- Mulatupo
- Narganá
- Natá de los Caballeros
- Nombre de Dios
- Nueva Gorgona
- Nuevo Arraiján
- Nuevo Emperador
- Nuevo Guararé
- Nuevo San Juan
- Nuevo Vigía
- Ocú
- Olá
- Pacora
- Pacola
- Palmas Bellas
- Panamá
- Parita
- Paso Blanco
- Pedasí
- Pedregal
- Penonomé
- Pesé
- Plaza de Caisán
- Pocrí
- Pocrí
- Portobelo
- Potrerillos Abajo
- Potrerillos Arriba
- Potrero Grande
- Puerto Armuelles
- Puerto Caimito
- Puerto Indio
- Puerto Pilón
- Punta Peña
- Quebrada Bonita Adentro
- Río Alejandro
- Río Duque
- Río Hato
- Río Rita
- Río Sereno
- Río de Jesús
- Sabanitas
- Sajalices
- San Carlos
- San Juan
- San Miguelito
- San Vicente de Bique
- Santa Ana Arriba
- Santa Fé
- Santa Rita Arriba
- Santiago de Veraguas
- Sasardi
- Sioguí Abajo
- Sioguí Arriba
- Sortová
- Soná
- Tocumen
- Tolé
- Tonosí
- Tubualá
- Unión Chocó
- Ustupo
- Veracruz
- Vacamonte
- Valle del Risco
- Vista Alegre
- Villa Carmen
- Villa Rosario
- Volcán
- Yaviza